# '03 Bonnie & Clyde
'03 Bonnie & Clyde este o piesă a rapper-ului american Jay-Z, realizat în colaborare cu  Beyoncé. Cântecul a fost scris de Sean Carter, Kanye West, Prince, Darrell Harper, Rick Rouse, Tyrone Wrice și produs de West pentru cel de-al nouălea album de studio al lui Jay-Z, The Blueprint²: The Gift & the Curse și poate fi găsit și pe variantele internaționale ale albumului lui  Beyoncé, Dangerously In Love. Cântecul a cauzat contoverse întrucât conținea un sample al piesei Tupac Shakur "Me and My Girlfriend", sample folosit și de cântăreața Toni Braxton. Aceasta il acuza pe Jay-Z că i-a furat ideea.

## Prezența în clasamente
Lansat în 2002, single-ul a ajuns până pe locul 4 în SUA, devenind primul single de top 10 solo al lui Beyoncé. De asemenea a atins poziția cu numărul 2 în clasamentul național din Regatul Unit. Single-ul a avut succes în Europa, ajungând până pe lcoul 1 în Elveția și în top 10 în Olanda, Germania și Italia. De asemenae a avut mare succes și în Oceania, atingând poziția cu numărul 2 în Australia și poziția cu numărul 4 în Noua Zeelandă. În clasamnetul mondial, United World Chart single-ul a atins poziția cu numărul 7, acumulând peste 2,25 milioane de puncte oferite de  Media Traffic.

## Clasamente
| Clasament (2002/2003)                | Poziția maximă |
| ------------------------------------ | -------------- |
| Australian Singles Chart             | 2              |
| Austrian Singles Chart               | 28             |
| Canadian Singles Chart               | 4              |
| Dutch Top 40                         | 5              |
| French Singles Chart                 | 25             |
| German Singles Chart                 | 6              |
| Irish Singles Chart                  | 20             |
| Italian Singles Chart                | 8              |
| New Zealand Singles Chart            | 4              |
| Romanian Singles Chart               | 22             |
| Swiss Singles Chart                  | 1              |
| Swedish Singles Chart                | 14             |
| UK Singles Chart                     | 2              |
| U.S. Billboard Hot 100               | 4              |
| U.S. Billboard Hot R&B/Hip-Hop Songs | 5              |
| United World Chart                   | 7              |

## Certificate
- : Disc de Platină;